# Orkneyöarnas herrlandslag i fotboll
Orkneyöarnas herrlandslag i fotboll representerar Orkneyöarna i fotboll för herrar. Man är varken med i Fifa eller Uefa. Däremot deltar laget i Internationella öspelen, och ärkerivalerna heter Shetlandsöarna och Caithness.

### Fotnoter
1. ↑  ”Inter-county football cancelled after Caithness no-show”. The Orcadian. 16 juli 2011. Arkiverad från originalet den 19 mars 2012. https://web.archive.org/web/20120319210117/http://www.orcadian.co.uk/2011/07/inter-county-football-cancelled-after-caithness-no-show/. Läst 14 september 2011.
2. ↑  Shields, Tom (22 juli 2007). ”Island Fling: Tom Shields investigates the very special rivalry between Orkney and Shetland” (på English). 'The Sunday Herald' (Glasgow: Scottish Media Group).